# St. Maria (Peustelsau)

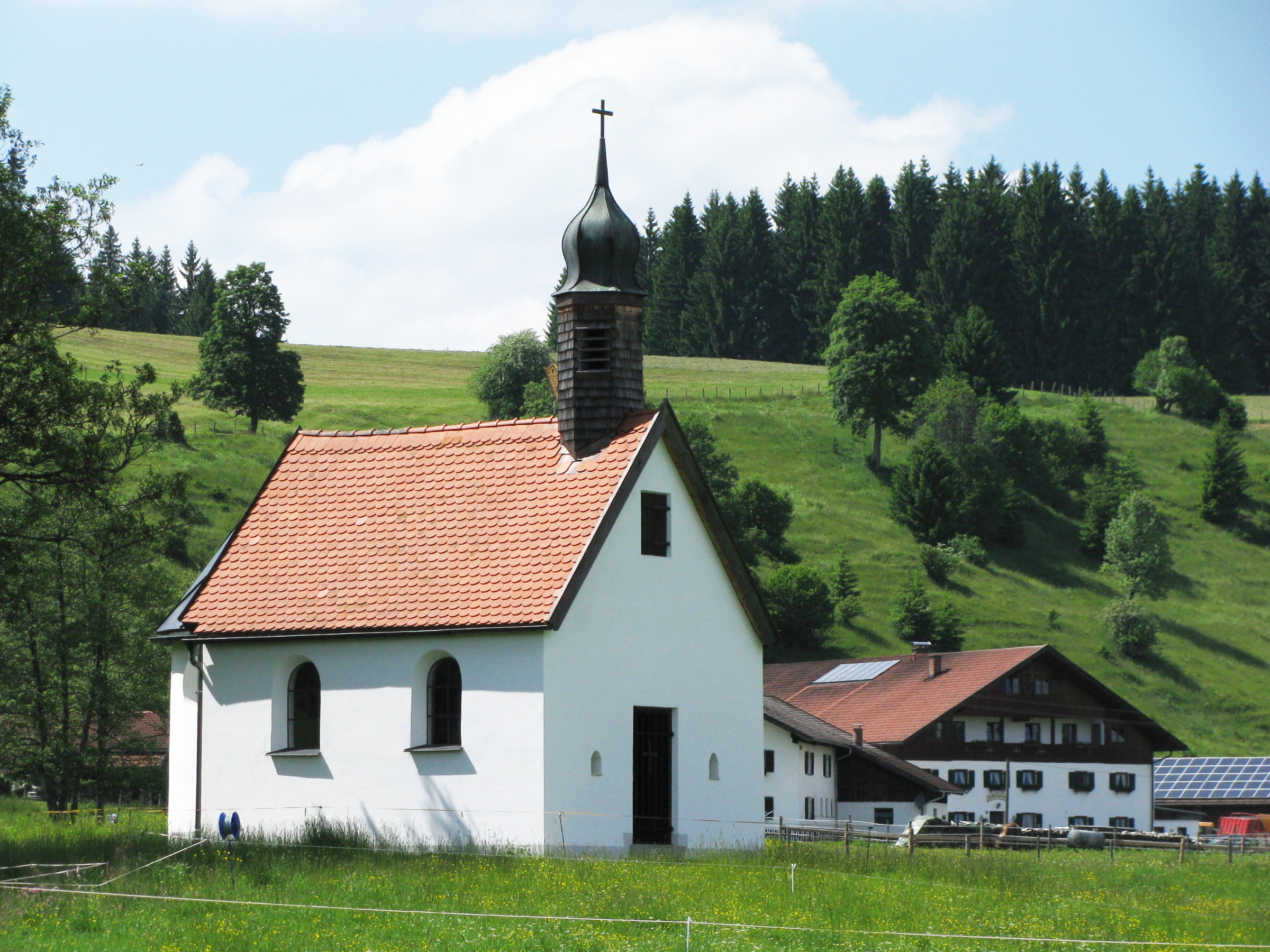
St. Maria in Peustelsau

Die katholische Kapelle St. Maria in Peustelsau, einem Gemeindeteil von Wildsteig im oberbayerischen Landkreis Weilheim-Schongau, wurde um 1800 errichtet. Die Kapelle ist ein geschütztes Baudenkmal.
Der Bau mit Satteldach besitzt Rundbogenfenster. Auf dem First sitzt ein Dachreiter mit Zwiebelhaube, die von einem Kreuz bekrönt wird.